# Cyrtanthus smithiae
Cyrtanthus smithiae là một loài thực vật có hoa trong họ Amaryllidaceae. Loài này được Watt ex Harv. mô tả khoa học đầu tiên năm 1838.